# Ángel González de Mendoza Dorvier
Ángel González de Mendoza y Dorvier (Madrid, 2 de juliol de 1900 - 26 d'abril de 1975) va ser un militar i científic espanyol, acadèmic de la Reial Acadèmia de Ciències Exactes, Físiques i Naturals.

## Biografia
Ingressà a l'Acadèmia d'Infanteria de Toledo en juny de 1915 i després formà part del Cos d'Estat Major. Va participar en la Guerra del Rif i el 1926 va assolir el grau de capità. Diplomat en l'Escola Superior de Guerra de París el 1936, en esclatar la guerra civil espanyola va lluitar en el bàndol nacional enquadrat en el Cos d'Exèrcit de Navarra.
Ascendit a tinent coronel, durant la Segona Guerra Mundial fou nomenat agregat militar a França (després a la França de Vichy el 1942), Suïssa i als Estats Units d'Amèrica. El 1956 és ascendit a general i és nomenat cap d'estat major de la Capitania General de Valladolid. Després fou governador militar de Barcelona, el 1961-1962 governador militar de Navarra, Subsecretari del Ministeri de l'Exèrcit i director de l'Escola Superior de l'Exèrcit.
Des de 1964 fins a la seva mort fou president de la Reial Societat Geogràfica d'Espanya, ascendit a tinent general i president del Consell Superior Geogràfic. També va fundar i dirigir el Centre d'Estudis de la Defensa Nacional. El 1968 fou nomenat acadèmic de la Reial Acadèmia de Ciències Exactes, Físiques i Naturals.
Entre altres condecoracions, va rebre la Gran Creu de l'Orde de Sant Hermenegild, la Gran Creu del Mèrit Militar, Aeri i Naval, Cavaller de Justícia i Gran Creu del Sagrat Orde Militar Constantinià de Sant Jordi, Comanador de l'Orde d'Avís, Gran Oficial de l'Orde Xinès de Núvol i Bandera, Comanador de l'Àguila Alemanya amb Espases, Creu de Guerra al Valor Militar italiana i oficial de la Legió del Mèrit estatunidenca.

## Obres
- El Estrecho de Magallanes, Madrid, 1950.
- La Guerra Moderna. Hitos de la Historia Madrid, 1954.
- Organización Militar (Fundamentos) Madrid, 1957.
- Los Ejércitos del Futuro Madrid, 1964.
- La Paz y la Defensa Madrid, 1967.
- Las Formas Geográficas y las Estructuras Geológicas Condicionantes de la Geopolítica y la Estrategia Madrid, 1969